# Stamboom Maria van Loon-Heinsberg
| Grootouders                                                                            | ?                                                                       | ?                                                                       | ?                                                                       | ?                                                                       | ?                                                                       | ?                                                                       | ? |
| Ouders                                                                                 | Johan I van Loon-Heinsberg x gravin Anne Margarethe van Solms-Braunfels | Johan I van Loon-Heinsberg x gravin Anne Margarethe van Solms-Braunfels | Johan I van Loon-Heinsberg x gravin Anne Margarethe van Solms-Braunfels | Johan I van Loon-Heinsberg x gravin Anne Margarethe van Solms-Braunfels | Johan I van Loon-Heinsberg x gravin Anne Margarethe van Solms-Braunfels | Johan I van Loon-Heinsberg x gravin Anne Margarethe van Solms-Braunfels | Johan I van Loon-Heinsberg x gravin Anne Margarethe van Solms-Braunfels                                                           |
| Maria van Loon-Heinsberg (1424-1502) x 1440 Johan IV van Nassau-Dillenburg (1410-1475) |                                                                         |                                                                         |                                                                         |                                                                         |                                                                         |                                                                         | |
| Kinderen                                                                               | Anna (±1441-1514)                                                       | Anna (±1441-1514)                                                       | Johanna (±1444-±1468) x 1464 Philipp van Waldeck Wildungen              | Odillia (±1445-1493)                                                    | Adriana (1449-1477) x 1468 Filip I van Hanau-Münzenberg                 | Engelbrecht II (1451-1504) x 1468 Cimburga van Baden (1450-1501)        | Johan V (1455-1516) x 1482 Elisabeth van Hessen (1466-1523)                                                                       |
| Kinderen                                                                               | x 1467 Otto II van Brunswijk-Lüneburg (±1439-1471)                      | x 1474 Filips van Katzenelnbogen                                        | Johanna (±1444-±1468) x 1464 Philipp van Waldeck Wildungen              | Odillia (±1445-1493)                                                    | Adriana (1449-1477) x 1468 Filip I van Hanau-Münzenberg                 | Engelbrecht II (1451-1504) x 1468 Cimburga van Baden (1450-1501)        | Johan V (1455-1516) x 1482 Elisabeth van Hessen (1466-1523)                                                                       |
| Kleinkinderen                                                                          | ?                                                                       | ?                                                                       | ?                                                                       | ?                                                                       | ?                                                                       | -                                                                       | Hendrik III (1483-1538) Johan (1484-1504) Ernst (1486) Willem (1487-1559) Willem de Rijke Elisabeth (1488-1559) Maria (1491-1547) |